# TGR-Klasse C
Die TGR-Klasse C war eine Klasse von 1’C-Dampflokomotiven, die bei den Tasmanian Government Railways (TGR) eingesetzt wurde.
Mit 28 Exemplaren war sie die anzahlstärkste Dampflokomotivbaureihe der TGR.

## Geschichte
Zwischen 1885 und 1892 erhielten die Tasmanian Government Railways eine Lieferung von 19 Lokomotiven der Klasse C von Beyer, Peacock & Co in Manchester. Weitere acht folgten in den ersten Jahren des 20. Jahrhunderts. Eine achtundzwanzigste, die ursprünglich für die Emu Bay Railway gebaut worden war, wurde 1937 gebraucht erworben. Sie waren die ersten Lokomotiven, die fast zu einem australischen Standardtyp für die Spurweite von 1067 mm wurden, Lokomotiven ähnlicher Konstruktion wurden in größerer Anzahl als STC-Klasse Y von der Silverton Tramway Company, als SAR-Klasse Y von den South Australian Railways und als WAGR-Klasse G von den Western Australian Government Railways, ebenso in Queensland und auf der North Australia Railway als NAR-Typ NF eingesetzt.
1912 wurden sechs Lokomotiven (16–19, 26 und 27) mit neuen Zylindern, Belpaire-Kesseln und größeren Feuerbüchsen umgebaut und in die Klasse CC umgezeichnet. 1924 wurden weitere vier (21, 23–25) ebenso umgebaut und erhielten zudem auch noch eine Walschaerts-Steuerung und wurden in die Klasse CCS umgezeichnet.
1948 wurden weitere sieben Lokomotiven der gleichen Bauart von den Commonwealth Railways erworben. Sie waren ursprünglich als Klasse Y für die South Australian Railways gebaut worden und wurden für den Betrieb der North Australia Railway im Zweiten Weltkrieg an die Commonwealth Railways verkauft. Vier Lokomotiven wurden als Klasse F in den Betrieb übernommen, die anderen drei wurden als Ersatzteilspender verwendet.

## Emu Bay Railway
Die Emu Bay Railway (EBR) beschaffte 1897 bei James Martin & Co in Gawler zwei baugleiche Lokomotiven, die die Nummern 4 und 5 erhielten. 1906 folgte vom selben Hersteller die Nummer 9 und 1908 von Beyer-Peacock die Nummer 10. Letztere wurde 1920 an das Public Works Department und von diesem 1937 an die TGR verkauft, die sie als C28 einreihten.
1956 erwarb die EBR von den TGR die Lokomotive F1, die 1892 von James Martin & Co für die South Australian Railways gebaut worden war und reihte sie als Nummer 19 ein. Zusammen mit den drei bereits vorhandenen Lokomotiven wurde sie bis 1963 eingesetzt.

## Erhaltene Lokomotiven
Vier Exemplare blieben erhalten:
- C1 im West Coast Pioneers Museum, Zeehan[8]
- C22 im Tasmanian Transport Museum, Glenorchy wurde 1983 betriebsfähig aufgearbeitet, 1999 für eine Überholung außer Betrieb genommen und ist seit November 2009 wieder im Einsatz[9][10]
- CCS23 bei der Don River Railway, Devonport[11]
- CCS25 bei der Don River Railway, Devonport[12]